# Gabardin
Gabardine er en kraftigt, tætvævet stof der bruges til jakkesæt, frakker, bukser, uniformer, vindjakker og andre beklædningsdele.

## Etymologi
Ordet gabardin er blevet brugt til at referere til "påklædning" siden 1590'erne. Det er brugt om "tætvævet stof" siden 1904.

## Stof
Fibrene der bruges til at fremstille gabardin er traditionelt kamgarnsuld, men kan også være bomuld, tekstureret polyester eller en blanding. Gabardin bliver vævet trend-siden ud af eller kiper, med en tydelig diagonal rib på forsiden, og en glat overflade på bagsiden. Gabardin har altid mange flere islæt end trendtråde.
Bomuldsgabardin bliver ofte brugt af skræddere til at lavet for til lommer i jakkesæt, hvor tingene i lommen ellers hurtigt ville slide hul i lommen.
Tøj fremstillet af gabardin bliver normalt mærket med tøj der skal til kemisk rens, da det typisk er uldtekstiler.
Gabardin kan også referere til en kipervævet tekstil, der bruges til gabardinstof eller til regnfrakker der fremstilles af dette stof.

## Historie
Gabardin blev opfundet i 1879 af Thomas Burberry, grundlæggeren af modehuset Burberry i Basingstoke, og patenteret i 1888. Det oprindelige stof blev gjort vandtæt inden vævning og var kamgarn eller kamgarn og bomuld, tætvævet og vandafvisende, men mere komfortabelt end gummierede materialer. Stoffet tog navn fra ordet "gaberdine", oprindeligt en lang, løs kappe eller kjole, der blev brugt i middelalderen, men fik senere betydningen en kappe eller slag, der blev brugt som regnbeskyttelse.
Burberry-tøj af gabardin blev båret af polarforskere, herunder Roald Amundsen, den første mand, der nåede Sydpolen i 1911, og Ernest Shackleton, som ledede Endurance-ekspeditionen over Antarktis i 1914. Det blev også brugt til soldaters trenchcoats under første verdenskrig. En jakke fremstillet af dette materiale blev også båret af George Mallory på hans skæbnesvangre forsøg på at bestige Mount Everest i 1924.
Gabardin blev også brugt i stor udstrækning i 1950'erne til at producere farverige mønstre til jakker, bukser og jakkesæt. Firmaer som JCPenney, Sport Chief, Campus, Four Star og California Trends fremstillede alle korte jakker, nogle gange vendbare, kaldet "weekender jackets". Disse jakker er, afhængig af mønstre og sjældenhed, meget eftertragtede i "rockabilly"-kulturer rundt om i verden.